# IC 2006
IC 2006 أو آي سي 2006 هي مجرة إهليلجية ضمن كوكبة النهر اكتشفت المجرة في 3 أكتوبر 1897 من قبل لويس سويفت، ويقدر بعدها بين 60 إلى 70 مليون سنة ضوئية وتقع ضمن عنقود فورنكس المجري.